# Malolwane
Malolwane is een dorp in het district Kgatleng in Botswana. De plaats telt 2406 inwoners (2011).